# タイムズスクエア

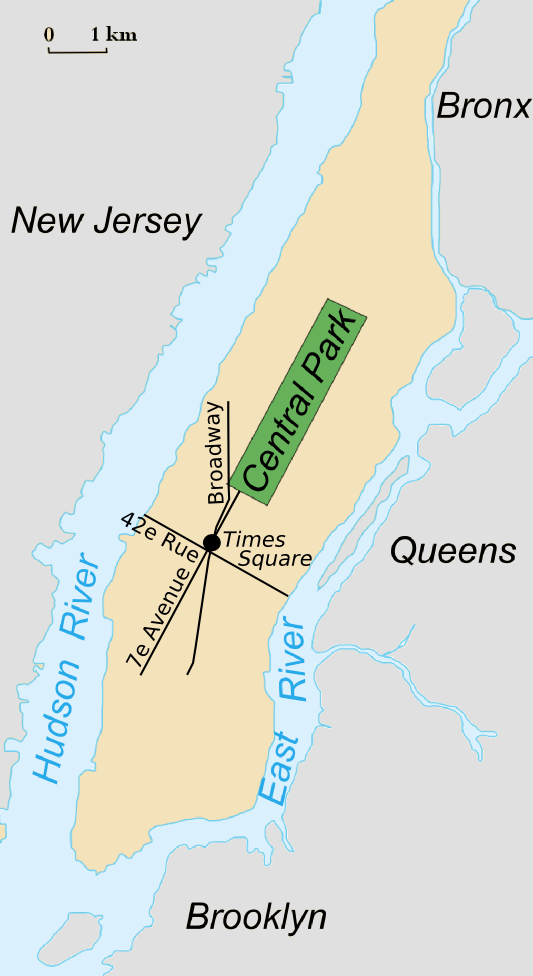
タイムズスクエアの位置

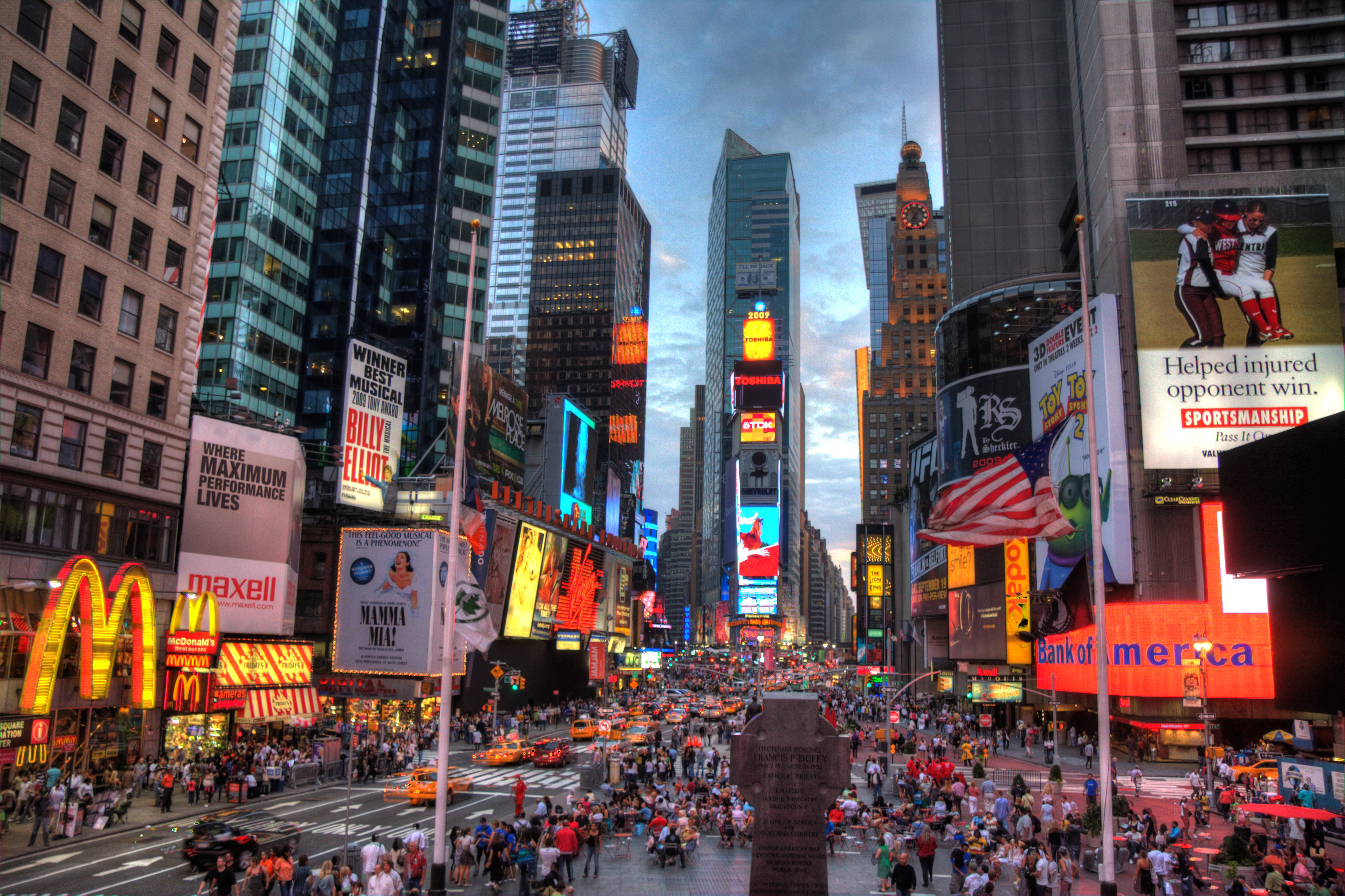
タイムズスクエア

座標: 北緯40度45分28秒 西経73度59分09秒 / 北緯40.75773度 西経73.985708度
タイムズ・スクエア（英: Times Square）は、アメリカ合衆国ニューヨーク市マンハッタン区ミッドタウンにある繁華街・交差点の名称。タイムズ・スクウェアと表記されることもある。

## 概要
マンハッタン島の42丁目と7番街、ブロードウェイの交差を中心に位置し、東西は6番街から9番街まで、南北は39丁目あたりから52丁目あたりに広がるが、厳密な境界はない。いわゆるブロードウェイ・ミュージカルが上演されている各シアターが所在するシアター・ディストリクトの中心とほぼ一致する。
タイムズスクエアには建物外壁への広告（ビルボード）の設置が多く、世界中の企業が広告や巨大ディスプレイ、ネオンサイン、電光看板などを設置しており、アメリカのみならず世界の繁華街の代表的風景ともいえる。世界中からの観光客が集まる場所でもあり、ここの交差点は世界の交差点と言われる。なお、このビルボードの設置は観光振興策として法律で義務付けられている。
以前の名称はロングエーカー・スクエアであり、ニューヨーク・タイムズ社の本社が現在のワン・タイムズスクエア（大晦日にボールドロップのイベントが行われる場所）に移転してきたことから、1904年4月に現在の名称であるタイムズ・スクエアに改称された。
タイムズ・スクエアの北側の三角地帯は法的にはダフィー・スクエアという地名である。これはニューヨーク市歩兵第69連隊の従軍牧師であったフランシス・P・ダフィーの名前から取って1937年に名付けられた。ダフィーの記念碑、ジョージ・M・コーハンの像、シアター格安チケット売り場TKTS、そして赤い階段状の座席がこのエリアにある。ダフィー・スクエアとダフィー像は2001年にアメリカ合衆国国家歴史登録財に登録された。

## 歴史
1904年、ニューヨーク・タイムズ・カンパニーの本社ビルが42丁目の角（現在のワン・タイムズスクエア）に移転してきた。同年4月8日、これを受けてジョージ・マクレラン・ジュニア市長により、名称が現在のものへと変更された。タイムズ紙編集者の要請により、地下鉄駅も作られた。タイムズ紙本社ビルは1913年に少し西のTimes Annex（西43丁目229番地）へ移転したが、タイムズ・スクエアの名称は残った。
1910年代～1920年代にかけて、劇場・音楽ホール・きらびやかなホテル等により、タイムズ・スクエアは急速に発展を見せた。1930年代の世界恐慌の訪れとともに、その雰囲気はガラリと変わる。いかがわしいショーや連夜のエロティック・ムービーを上演するような風俗街へと成り下がり、多くの危険地帯も生まれる。その結果、1960年代～1990年代初頭まで、タイムズ・スクエア一帯はニューヨーク市の危険地帯を代表する場所、とまで言われるようになった。
1990年代半ば、ルドルフ・ジュリアーニ市長の指揮の下、その一帯からはポルノショップ等は姿を消し（ブルックリンやクイーンズへと移った後、市内からはほとんど姿を消した）、安全面を向上させ、観光客に親しみやすい地域としてタイムズ・スクエアは生まれ変わった。

## カウントダウン
1904年から毎年12月31日から1月1日にかけてのカウントダウンは世界的に有名で、2005年はタイムズ・スクエアにおけるカウントダウン100周年ということもあり、世界各地から約70万人が訪れた。2007年度はタイムズ・スクエア・ボールを導入してから100周年であり、初めて発光ダイオード（LED）の水晶球が導入された。
例年多くの観客を集めてきたカウントダウンだが、2020年-2021年のカウントダウンは2019新型コロナウイルス感染拡大の影響もあり、規模を縮小してバーチャルで行われることになった。
新年直前に、ジョン・レノン＆オノ・ヨーコの「イマジン」が歌われ、新年直後に、「オールド・ラング・サイン（蛍の光）」とフランク・シナトラが歌う「ニューヨーク・ニューヨークのテーマ」が流されるのが恒例。

## 地理
マンハッタン島のミッドタウン、セントラルパークの南端より10ブロック程度南に所在し、マンハッタン島の東西中心からやや西によった付近に位置し、実際に住所はウエストサイドに属する。
地上や地下駅構内を含め、観光客を含め利用者が非常に多く、駅構内でストリートミュージシャンの演奏を見ることも多いなど華やかな場所であるが、混雑や構造の複雑さから乗換えなどを含め、分かりにくい面がある。繁華街一般と同様、スリなどの多発にも注意が喚起されている。また、路上パフォーマーの写真を無断で撮ると、（時に高額の）チップを要求されるので注意が必要である。また、拒否すると暴力を振るわれたりするなどの事件が発生している。また、大手チェーンではないお土産屋や路上販売店では偽物やぼったくりに注意する必要がある。
タイムズスクエアの西側には、近隣空港・都市などへのバスターミナルであるポート・オーソリティ・バスターミナルが位置する。また、この西側のエリアはヘルズ・キッチンと呼ばれる地区で、かつては全米屈指の治安の悪さを誇ったが、現在は多国籍レストランの密集地として賑わっている。東側はオフィス街で6番街沿いを中心に高層ビルが建ち並ぶほか、さらに東にはロックフェラー・センター、5番街などのショッピングエリアが隣接する。ブライアント・パークもほど近い。
タイムズ・スクエア内には、1 タイムズスクエア、2 タイムズスクエア、3 タイムズスクエア、4 タイムズスクエア、5 タイムズスクエア、6 タイムズスクエア、7 タイムズスクエア、11 タイムズスクエア、20 タイムズスクエア、ベルテルスマン・ビル、パラマウント・ビルなどが建つ。

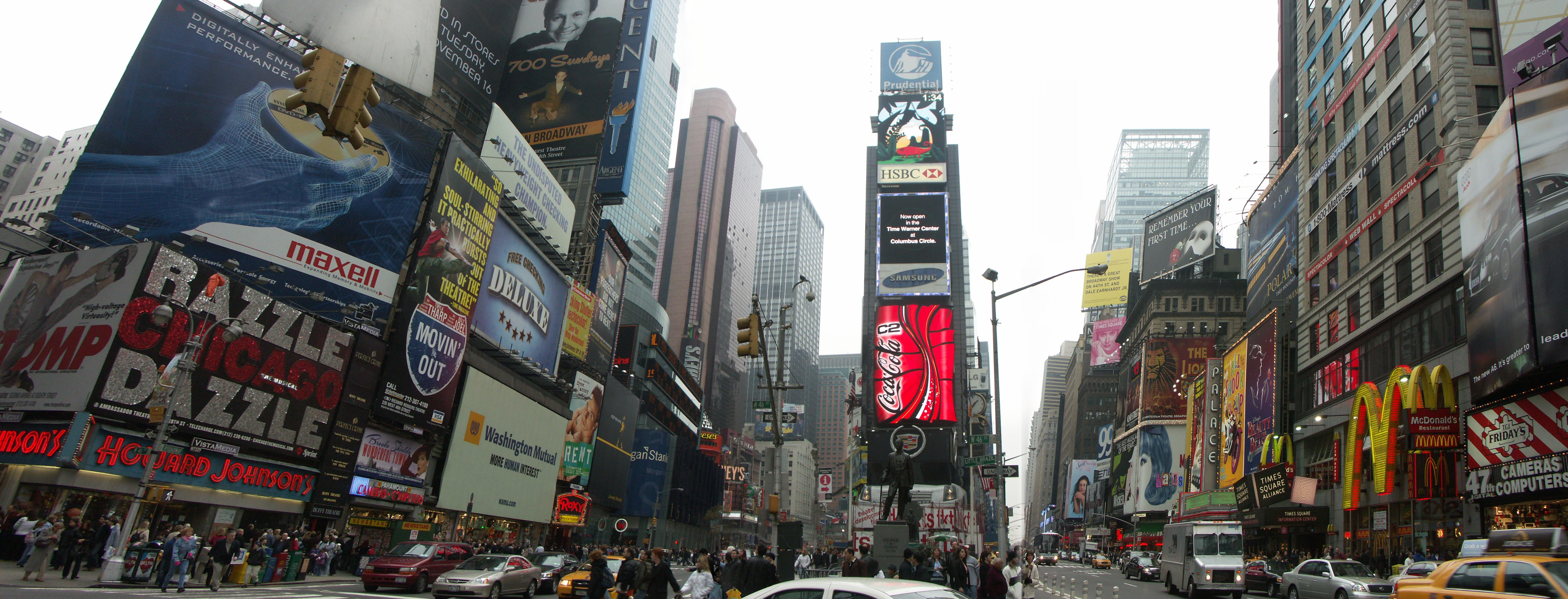
タイムズスクエアの交差点

## 交通
地下鉄
ニューヨーク市地下鉄の「タイムズ・スクエア-42丁目駅」がほぼ直下に立地し、N・R・Q・W系統（黄色）と1・2・3系統（赤色）、7系統（紫色）、S系統（黒色）が交差する。A・C・E系統（青色）の「42丁目-ポート・オーソリティ・バスターミナル駅」（8番街42丁目交差点下）とも地下道でつながっている。全急行路線が停車する。
クイーンズやダウンタウンからアッパー・ウェスト・サイドへ向かう場合など、ここで乗換えとなることも多い。
バス
ニューヨーク市バスM7, M20, M42, M50, M104路線のバスが、タイムズ・スクエア内に停車する。また、一ブロック西には長距離バスのポート・オーソリティ・バスターミナルが所在する。

## メディア
タイムズスクエアには、ABCのグッド・モーニング・アメリカ、MTVのトータル・リクエスト・ライブのスタジオがある。
4 タイムズスクエアにはNASDAQマーケットサイトが設置されている。
西のはずれにはニューヨーク・タイムズ本社ビルがある。

## ビルボード
年間5,000万人の観光客、年末のカウントダウン生中継など、アメリカ人以外の目にも触れやすい場所であることから、ビルボードの売り手市場としては世界的にも屈指の場所。2007年の掲出料の相場は、掲載場所やスペースの差こそあれ1カ月27万5,000ドル～40万ドルという高額。このため1960年代のキャメル（タバコの煙が出る）、1990年代のカップヌードル（湯気が立ちのぼる）といった、目を楽しませるギミックが用いられた看板も多い。

## ポピュラーカルチャーにおけるタイムズスクエア
- 下積み時代のマドンナが、この地にて「私はこの世界で神よりも有名になる」と誓ったエピソードは有名。
- エンパイア・ステイト・オブ・マインドのミュージック・ビデオではアリシア・キーズがタイムズスクエアでピアノを弾いている。
- UKポップ・グループ、スパイス・ガールズの大ヒット曲「2Become1」のプロモーション・ビデオの撮影地でもある。
- ブラインドスポット タトゥーの女第一話での主人公ジェーン・ドゥの登場シーンは、タイムズスクエアを封鎖した状態で撮影されている。